# Akimine Kamijyo
Akimine Kamijyo (japonès: 上条明峰)  (Prefectura de Kanagawa, 13 de setembre de 1975) és una mangaka, Japonès. El nom 'Akimine Kamijyo' és un pseudònim. Quan feia dōjinshins usava el nom de Meika Hatagashira (伯明華). El seu manga més conegut és Samurai Deeper Kyô. Els seus treballs més recents són Shirogane no Karasu, aquest va començar a publicar-se el 30 de maig de 2007 i Code: Breaker, que va començar a publicar-se el 9 de juny del 2008. Va començar Code:Breaker el 2008, que es va completar el 2013. Va començar Kobayashi Shōnen a Futei no Kaijin el 2017, tal com va planificar a partir de novembre de 2016 i va acabar el 2018.